# Pedrocortesellidae
Pedrocortesellidae zijn  een familie van mijten. Bij de familie zijn 2 geslachten met circa 40 soorten ingedeeld.